# 호아킨 투리나

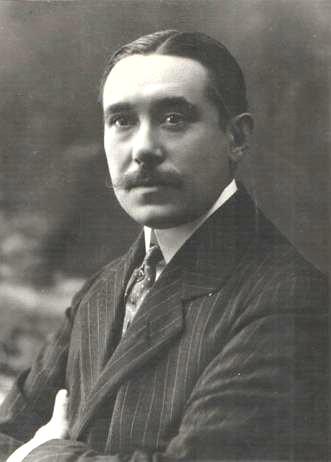

호아킨 투리나(스페인어: Joaquin Turina, 1882년-1949년)는 스페인의 근대 작곡가이다.

## 생애
세비야에서 태어나 그 곳 가르시아 트레스에게, 그리고 마드리드에서 호세 트라고에게 피아노를, 파리에 가서 모슈코프스키와 뱅상 당디에게 작곡을 배웠다. 이사크 알베니스, 마누엘 데 파야에 다음가는 안달루시아 악파의 대작곡가인 동시에 음악원 교수, 왕실극장 감독, 음악평론가이며 또한 뛰어난 피아니스트였다. 그 작품은 교향곡, 실내악, 극장음악, 피아노곡, 가곡 등 모든 부문에 걸쳐 천여곡에 이르며, 그 가운데서 특히 유명한 것은 <로시오의 행렬>, <세비야 교향곡>, <투우사의 기도> 등이며, 또한 피아노곡에 그의 개성적인 걸작이 많다. 그는 파리에서 알베니스와 사귀어 그의 권고로 그의 작곡이념은 일변하였고 고국인 안달루시아 지방색을 묘사하는 데 시종일관하였다. 특히 출생지 세비야를 중심으로 한 지역을 배경으로 하는 표제곡이 많은데, 이것들은 파리에서 연마된 서정미 넘쳐흐르는 음악감상에 따라 표현된 근대 에스파냐의 걸작이다.